# Кингстон, Натали
Натали Кингстон (англ. Natalie Kingston; 19 мая 1905, Вальехо — 2 февраля 1991, Уэст-Хиллз) — американская актриса немого кино.

## Биография
Родилась 19 мая января 1905 года в калифорнийском городе Вальехо в семье с испанскими и венгерскими корнями. В начале артистической карьеры танцевала в водевильной труппе Фенчона и Марко, затем освоила навыки сценической игры. В кинематограф пришла в начале 1920-х годов, снималась в короткометражках Мака Сеннета. В 1927 году Кингстон вошла в список начинающих «звёзд» рекламной кампании WAMPAS Baby Stars, но не смогла воспользоваться предоставившимся шансом. Широкая известность пришла к Кингстон в следующем, 1928 году после выхода пятнадцатисерийного киносериала «Могучий Тарзан», в котором она сыграла подругу Тарзана Мэри Тревор. В сериале 1929 года «Тарзан — тигр» Кингстон сыграла роль Джейн. Вскоре после перехода индустрии к звуковому кино актриса сошла со сцены — последний фильм с её участием датирован 1933 годом.

## Фильмография
- 1933 — Его личный секретарь / His Private Secretary — Полли
- 1933 — Forgotten — Мэй Штраус
- 1930 — Under Texas Skies — Джоан Прескотт
- 1930 — Её свадебная ночь / Her Wedding Night — Ева
- 1930 — The Last of the Duanes — Молл
- 1930 — The Swellhead — Барбара Ларкин
- 1929 — Тарзан — тигр / Tarzan the Tiger — Джейн
- 1929 — Береги своего мужчину / Hold Your Man
- 1929 — Река романса / River of Romance — Мексика
- 1928 — Тарзан могущий / Tarzan the Mighty — Мэри Треевор
- 1928 — Painted Post — Барбара Лэйн
- 1928 — Уличный ангел / Street Angel — Лизетта
- 1928 — Девушка в каждом порту / A Girl in Every Port — островитянка Южных морей
- 1927 — Figures Don’t Lie — Долорес
- 1927 — Framed — Диана Лоуренс
- 1927 — Lost at the Front — Ольга Петрофф
- 1927 — His First Flame — Этель Морган
- Ночь любви (1927) / The Night of Love — Донна Беатриц
- The Silent Lover (1926) — Вера Шерман
- Малыш Бутс (1926) / Kid Boots — Кармен Мендоса
- Don Juan’s Three Nights (1926) — Вильма Теодори
- Fight Night (1926) — Тэсси Макнейб; короткометражка
- Свежая краска (1926) / Wet Paint — красивая женщина
- Soldier Man (1926) — The Soldier’s Wife / The Queen of Bomania; короткометражка
- Hayfoot, Strawfoot? (1926) — миссис Ноа Фиш; короткометражка
- Gooseland (1926) — короткометражка
- Don’t Tell Dad (1925) — Мэйбил Мэйсон; короткометражка
- Lucky Stars (1925) — сеньорита Мазда; короткометражка
- Remember When? (1925) — Розмари Ли; короткометражка
- His Marriage Wow (1925) — Агнес Фишер, невеста; короткометражка
- Feet of Mud (1924) — Нина Марч, девушка; короткометражка
- All Night Long (1924) — Нанетт Бургунди, девушка; короткометражка
- Galloping Bungalows (1924) — Диана Палмер; короткометражка
- Wall Street Blues (1924) — дочь босса; короткометражка
- Ромео и Джульетта (1924) / Romeo and Juliet — актриса; короткометражка
- Yukon Jake (1924) — Нелл; короткометражка
- Black Oxfords (1924) — Лотта Уайт; короткометражка